# Nepomuk
Nepomuk (německy Pomuk) je město na jihozápadě České republiky, v okrese Plzeň-jih v Plzeňském kraji, 33 kilometrů jihovýchodně od Plzně. Žije zde přibližně 3 500 obyvatel. Nepomuk je znám jako rodiště svatého Jana Nepomuckého. Součástí města je i část Dvorec.

## Historie

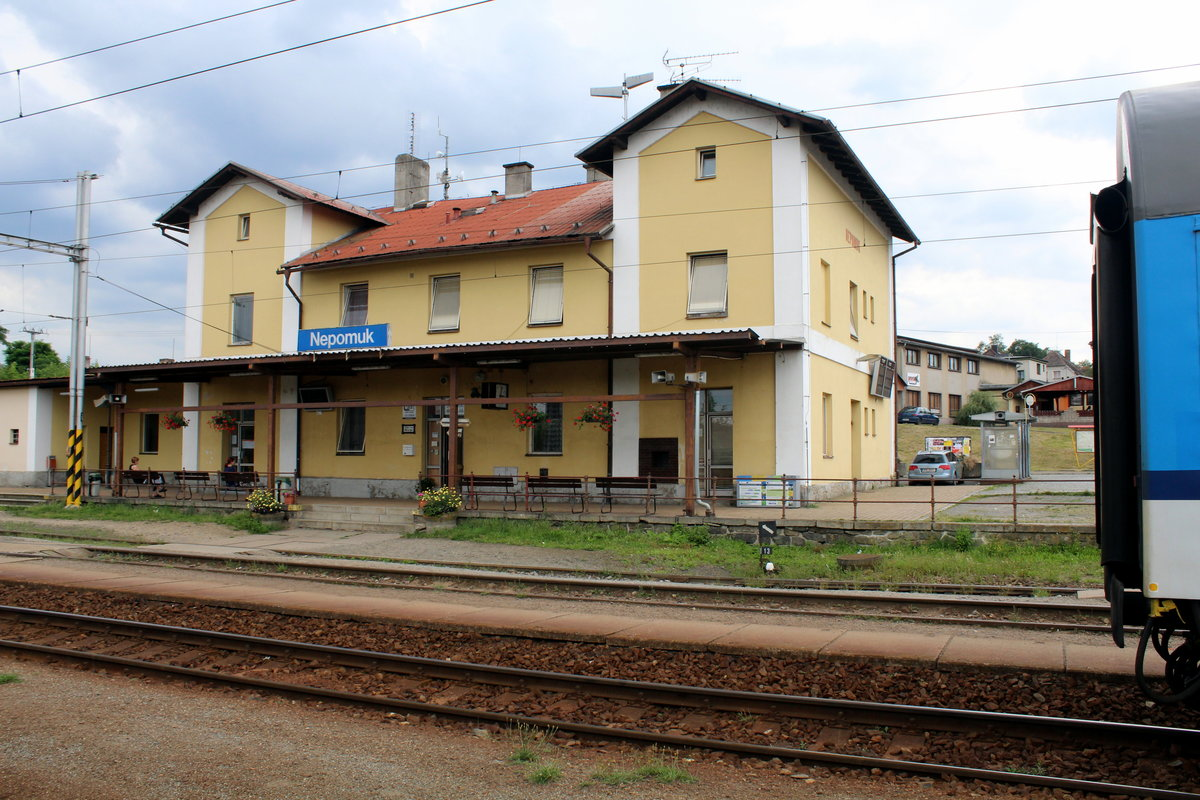
Nádraží

První písemná zmínka o Nepomuku souvisí se založením nedalekého cisterciáckého kláštera v roce 1144. Již dříve existující osada Nepomuk, původně zvaná Pomuk, se postupně stala trhovou vsí a centrem správy, řemesel a obchodu pro rozlehlou klášterní doménu. Ve 13. století bylo uděleno Nepomuku hrdelní právo. Tradice klade do míst dnešního města dvě starší osady – Přesanice a Pomuk. Vlastní konstituování Nepomuka, jakožto osídlení městského typu, souvisí pravděpodobně se vznikem stříbrných dolů a rýžováním zlata, jehož pozůstatky jsou ve zdejší krajině dodnes patrné. V okolí hlavního náměstí se nachází síť středověkých štol a podzemních chodeb.
Původní trhová ves obdržela nejpozději roku 1413 městská práva, jako město byla označována ovšem již ve 14. století. V roce 1420 byl klášter vypálen husity a jeho majetek přešel do rukou Švamberků a posléze Šternberků. Díky vrchnosti i samotným panovníkům získalo město rozsáhlé právo várečné a v roce 1465 právo konání čtyřdenních výročních trhů. Roku 1730 určil císař Karel VI., aby Nepomuk, zvaný někdy městem a jindy městečkem, měl již nastálo titul města. Od poloviny 19. století byl Nepomuk po sto let sídlem okresu.
K velkému rozvoji města došlo v 17. až 19. století v souvislosti se svatojánskými poutěmi. Jan Nepomucký se narodil v Nepomuku kolem roku 1340. Stal se veřejným notářem a generálním vikářem pražské arcidiecéze a jako jeden z nejvyšších hodnostářů se ocitl v centru tehdejších sporů mezi církví a králem. V roce 1393 byl po mučení svržen z Karlova mostu do Vltavy. V převážně nekatolických Čechách 15. a 16. století existoval kult Jana Nepomuckého jen v okruhu kněžstva svatovítské katedrály. Masově se začíná šířit až v 17. století a teprve v roce 1729 jej papež Benedikt XIII. oficiálně kanonizoval. Se stovkami svatojánských soch a kostelů se setkáváme nejen v Česku, ale i za hranicemi. Jako patron vod ochraňuje mnoho mostů.
V roce 2003 se stal Nepomuk obcí s rozšířenou působností. Nachází se zde Městský úřad, Úřad práce, Katastrální a Finanční úřad a knihovna s veřejnou internetovou stanicí.

## Přírodní poměry
Nepomuk leží v severním cípu Nepomucké vrchoviny. Městem protéká říčka Muchovka, která se nedaleko Nepomuka mísí v Klášterském rybníku s řekou Úslavou. Dominantou kraje je vrch Zelená hora se stejnojmenným zámkem Zelená hora, tyčící se nad soutokem. Místní krajina je protkána značenou sítí turistických i cyklistických tras, které protínají okolní krajinu s množstvím přírodních zajímavostí a chráněných oblastí. Nejvýznamnější jsou Národní přírodní rezervace Chejlava, přírodní parky Kakov – Plánický hřeben a Pod Štědrým a chráněná krajinná oblast Brdy.

## Obyvatelstvo
| Rok            | 1869  | 1880  | 1890  | 1900  | 1910  | 1921  | 1930  | 1950  | 1961  | 1970  | 1980  | 1991  | 2001  | 2011  | 2021  |
| -------------- | ----- | ----- | ----- | ----- | ----- | ----- | ----- | ----- | ----- | ----- | ----- | ----- | ----- | ----- | ----- |
| Počet obyvatel | 2 572 | 2 967 | 2 668 | 2 506 | 2 532 | 2 478 | 2 448 | 2 331 | 2 568 | 2 616 | 3 206 | 3 211 | 3 546 | 3 809 | 3 564 |
| Počet domů     | 327   | 336   | 349   | 349   | 361   | 375   | 443   | 531   | 567   | 585   | 616   | 694   | 743   | 794   | 826   |

## Městská správa

### Části města
- Nepomuk
- Dvorec

### Městské symboly
Vlajka byla městu udělena rozhodnutím předsedy Poslanecké sněmovny Parlamentu České republiky dne 13. února 1996.

## Doprava
Jižním okrajem města vede silnice I/20, na kterou se napojují silnice II/187 a II/191. Nejbližší železniční stanicí je nádraží Nepomuk, které stojí v části obce Dvorec.

## Kultura
V průběhu roku se ve městě koná řada kulturních a společenských akcí, nejvýznamnější z nich jsou:
- duben – Otvíráme Nepomuk! – den otevřených dveří místních památek a muzeí
- květen – Nepomucká pouť – pouťové atrakce, bohoslužby a koncerty v kostelech, řemeslný a farmářský jarmark
- červen – Nefestík (alternativní hudební, divadelní a filmový festival)
- červenec
  - Pod pěti hvězdami – festival barokní hudby
  - otevření zámku Zelená hora
  - Nepomucký trojúhelník – závody historických motocyklů
  - filmové léto
  - Nepomucké pivní slavnosti – festival malých pivovarů s bohatým hudebním programem
- srpen – Tvůrčí rezidence Nepomuk – umělecké sympozium
- září – Zelenohorské vinobraní – slavnosti vína a hudby
- říjen – Podzim pod Zelenou horou, Světový den chůze (tradiční akce Klubu českých turistů)
- prosinec – Adventní trh s rozsvícením vánočního stromu

Celoročně se konají kulturní akce v hotelu U Zeleného stromu, KD Dvorec i jinde. V sezóně je v provozu každý pátek Malá letní scéna. Od dubna do října se konají jednou měsíčně Nepomucké trhy zaměřené na regionální potraviny a řemeslné výrobky.
Ke sportovnímu vyžití slouží městská hala, tenisové kurty, fotbalová hřiště, skatepark a pro děti zábavní park a koupaliště.

## Pamětihodnosti
Nepomuk se může pochlubit řadou historických památek. Patří mezi ně nejen poutní kostel svatého Jana Nepomuckého, budova arciděkanství s malým Svatojánským muzeem a stará Zelenohorská pošta, postavené podle plánů slavného barokního stavitele Kiliána Ignáce Dientzenhofera, gotická bazilika svatého Jakuba, secesní spořitelna, množství drobných kapliček a soch i řada dalších dochovaných budov.

### Kostel svatého Jana Nepomuckého
V jihozápadní části náměstí stojí poutní chrám svatého Jana Nepomuckého. Podle legendy stával na jeho místě rodný dům Jana Nepomuckého. V 17. století zde páni ze Šternberka nechali vystavět kostel svatého Jana Křtitele, po svatořečení Jana Nepomuckého byl v roce 1734 kostel nahrazen barokním chrámem podle návrhu slavného stavitele Kiliána Ignáce Dientzenhofera. Socha svatého Jana na oltáři pochází z roku 1848, varhany z roku 1912. Dodnes se zde konají poutě k výročí narození a umučení svatého Jana Nepomuckého.

### Svatojánské muzeum
Muzeum v budově arciděkanství založil roku 1930 arciděkan Jan Strnad, oficiální název zněl „Církevní museum svatojánských a jiných církevních památek“. Roku 1950 však bylo muzeum uzavřeno, obnoveno bylo v roce 2015 zásluhou úsilí P. Františka Cibuzara a P. Vítězslava Holého. V přízemních prostorách arciděkanství je expozice svatojánských památek, dále je zde badatelna s knihovnou.

### Městské muzeum a galerie
Expozice muzea vás seznámí s odkazem svatého Jana Nepomuckého, tvorbou malíře Augustina Němejce, místního rodáka, s prostředím života měšťanských a lidových vrstev a uvidíte i řadu dalších zajímavých exponátů. Sbírky městského muzea jsou uloženy na staré radnici ze 16. století, přestavěné ve třicátých letech 19. století a v sousední budově piaristických škol z let 1862–1867, která tvoří dominantu náměstí A. Němejce.

### Kostel svatého Jakuba

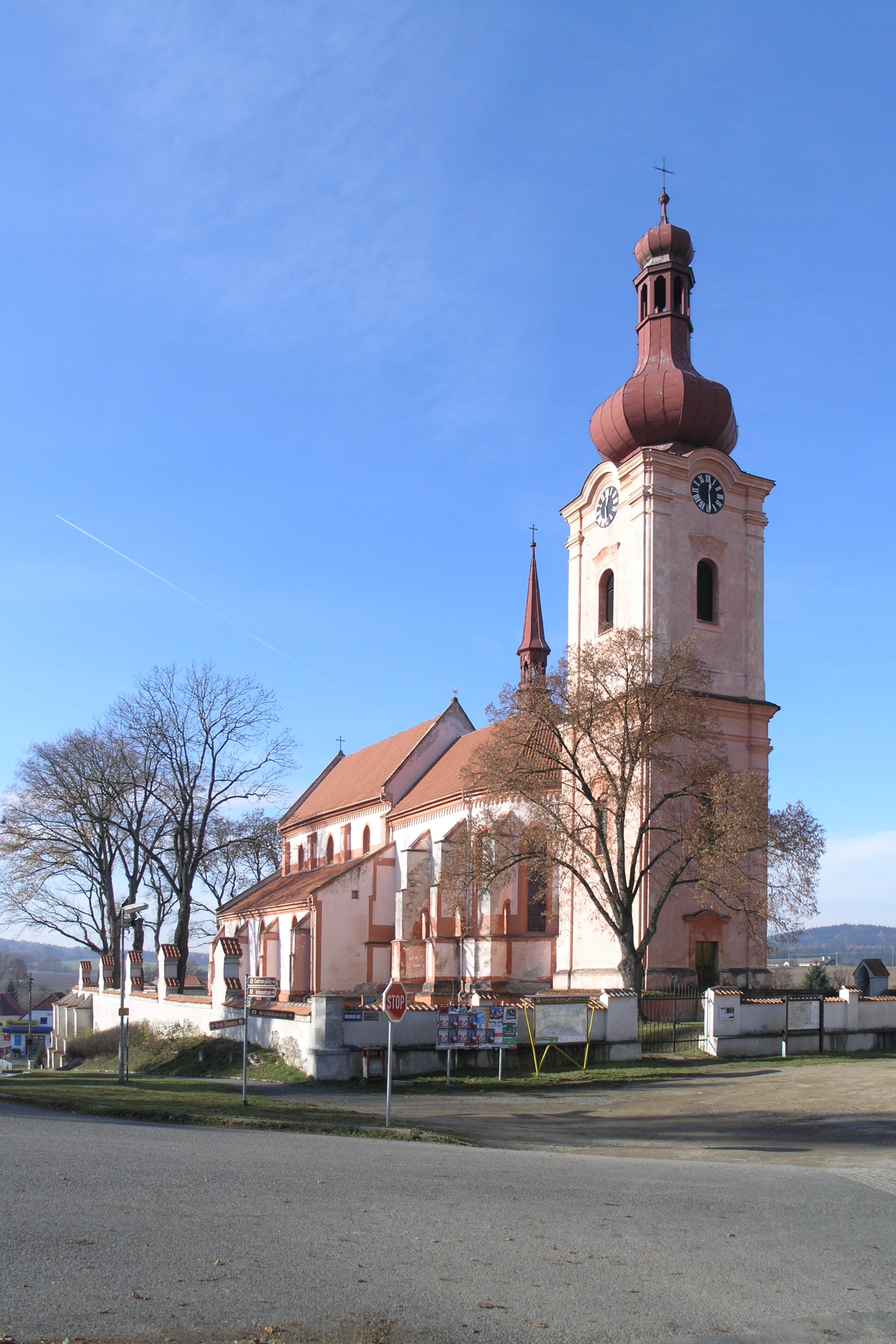
Kostel svatého Jakuba Většího

Původní románský kostel svatého Jakuba Většího na Přesanickém náměstí, založený mnichy cisterciáckého kláštera ve 12. století, byl na konci 13. století přestavěn v gotickém slohu do podoby trojlodní baziliky. Zvláštností je barokní věž, postavená nezvykle v ose presbyteria koncem 18. století V interiéru se dochovalo mnoho cenných prvků, včetně náhrobku Ladislava ze Šternberka z roku 1566. Mobiliář kostela tvoří ucelená neogotická kolekce z let 1858–1860. Vedle kostela stojí budova arciděkanství s mansardovou střechou, přestavěná po požáru roku 1746 podle Dientenhoferových plánů. V kostele byl pokřtěn Jan Nepomucký.

### Zelenohorská pošta
Cestou z náměstí A. Němejce k Zelené hoře se na samém okraji historického jádra města rozkládá mohutná budova staré Zelenohorské pošty. Budova byla postavena na místě starší usedlosti roku 1672 zelenohorským hejtmanem D. F. Táborským z Hirschfeldu jako rodové sídlo. Do roku 1843 zde byla dědičná pošta. Po požáru v roce 1746 byl dům přestavěn údajně dle plánů Kiliána Ignáce Diezenhoffera. Poslední větší stavební úpravy proběhly v letech 1887–1888, kdy objekt získal eklektickou fasádu a stal se na sto let sídlem lesního úřadu. V rekonstruovaných poštovních stájích se dnes nachází muzeum historických motocyklů.

### Dům UČeské lípy

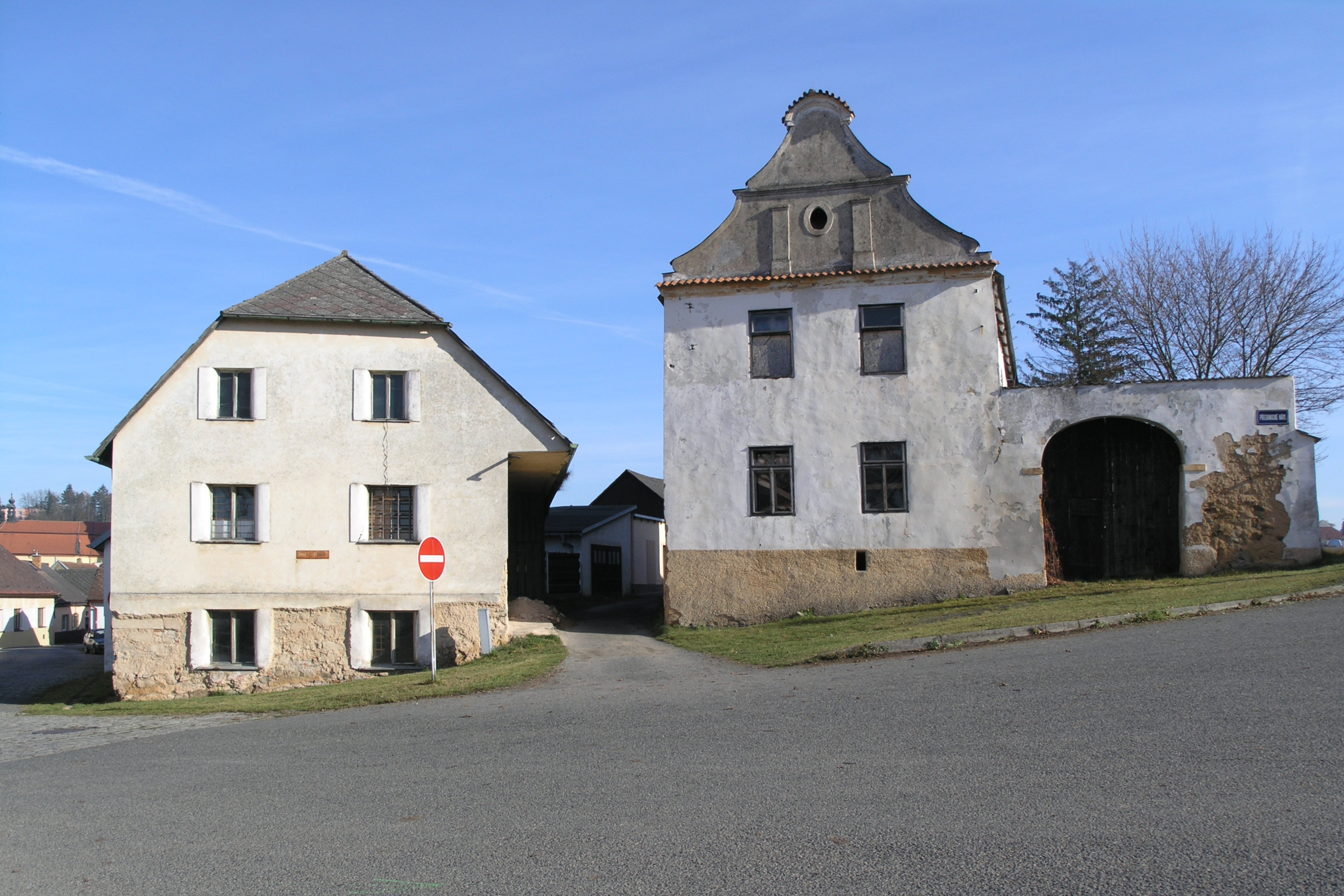
Dům U české lípy (vpravo)

Na Přesanickém náměstí stojí patrový dům s barokním štítem, bránou a pavlačí. Ve středověku sloužila tato budova jako rychta a soud, od druhé poloviny 19. století jako hostinec. V hlubokých sklepích byla i městská šatlava. Jádro dnešního domu je ze 17. století, současný vzhled je z přelomu 18. a 19. století.

### Další památky
Ve městě se nachází další zachovalé domy ze 17. až 19. století (U Tří růží, U Zeleného stromu, rodný dům A. Němejce, chalupa U Kočárů čp. 30, dům U Petrů aj.), téměř desítka kaplí a kapliček i několik cenných, převážně barokních soch a božích muk.

## Osobnosti
- Alexandr Berndorf (1889–1968), historik, spisovatel
- František Hlaváček (1893–1967), ředitel podniku Plzeňské akciové pivovary (dnešní Gambrinus)
- Svatý Jan Nepomucký (mezi 1340 a 1350–1393), generální vikář pražského arcibiskupa
- Augustin Němejc (1861–1938), český malíř
- Marie Poledňáková (1941–2022), scenáristka, režisérka
- Josef Ondřej Liboslav Rettig (1821–1871), botanik, pedagog
- Pavel Stuiber (6. října 1887 Nepomuk čp. 72,[9]– 20. března 1967 Hamry čp. 67[10]), profesor, dirigent, hudební skladatel,
- Václav Vojtěch ze Šternberka (1643–1708), český šlechtic
- Václav Zahradník (1942–2001), dirigent, hudební skladatel

## Mikroregion Nepomucko
Od roku 1998 působí na území Nepomucka dobrovolný svazek 29 okolních měst a obcí s bezmála 15 000 obyvateli. Jeho cílem je všestranná spolupráce v oblasti celkového rozvoje regionu.
Mnohé vesničky, nacházející se v této oblasti, si dodnes zachovaly svou původní lidovou podobu. Typický ráz krajiny tvoří značný počet drobných sakrálních památek i množství rybníků navazujících na blatenskou rybníkářskou tradici. Ideální podmínky ke koupání skýtá Nový rybník u Nepomuka. V Kasejovicích a ve Spáleném Poříčí lze nalézt stopy židovské historie a v Žinkovech a Oselcích je lokální muzejní expozice. Pohled do širokého okolí nabízí rozhledna u Železného Újezdu.

## Partnerská města
- Anykščiai, Litva
- Bušince, Slovensko
- Hukvaldy, Česko
- Krupina, Slovensko
- Kemnath, Německo
- Omiš, Chorvatsko
- São João Nepomuceno, Brazílie
- Roermond, Nizozemsko
- Visla, Polsko